# Сухарников, Дмитрий Павлович
Дмитрий Павлович Сухарников (25 октября 1913, Суромна, Владимирская губерния — 2 марта 1994, Москва) — полковник Советской Армии, участник Великой Отечественной войны, Герой Советского Союза (1943).

## Биография
Дмитрий Сухарников родился 25 октября 1913 года в селе Суромна (ныне — Суздальский район Владимирской области). Окончил семь классов школы. С 1930 года проживал и работал в Москве. В 1935—1937 годах проходил службу в Рабоче-крестьянской Красной Армии. В 1940 году Сухарников повторно был призван в армию. В том же году он окончил курсы младших лейтенантов. С начала Великой Отечественной войны — на её фронтах.
К сентябрю 1943 года майор Дмитрий Сухарников командовал 109-м стрелковым полком 74-й стрелковой дивизии 13-й армии Центрального фронта. Отличился во время битвы за Днепр. 24 сентября 1943 года полк Сухарникова переправился через Днепр в районе посёлка Комарин Брагинского района Гомельской области Белорусской ССР и захватил плацдарм на его западном берегу, после чего удерживал его до переправы основных сил, отражая массированные немецкие контратаки. В ходе наступления с плацдарма он переправился через Припять и освободил село Старые Шепеличи и разъезд Унава. Захваченные позиции полк Сухарникова оборонял до середины ноября 1943 года.
Указом Президиума Верховного Совета СССР от 16 октября 1943 года за «образцовое выполнение боевых заданий командования на фронте борьбы с немецкими захватчиками и проявленные при этом отвагу и геройство» майор Дмитрий Сухарников был удостоен высокого звания Героя Советского Союза с вручением ордена Ленина и медали «Золотая Звезда» за номером 1867.
После окончания войны Сухарников продолжил службу в Советской Армии. В 1948 году он окончил Военную академию имени М. В. Фрунзе, а 1958 году — Высшие академические курсы при Военной академии Генерального штаба. В 1961 году в звании полковника Сухарников был уволен в запас. Проживал и работал в Москве. Скончался 2 марта 1994 года, похоронен на Введенском кладбище (11 уч.).
Был также награждён тремя орденами Красного Знамени, орденами Суворова 3-й степени и Отечественной войны 1-й степени, двумя орденами Красной Звезды и рядом медалей.